# Перссон, Маркус
Ма́ркус Алексе́й Пе́рссон (швед. Markus Alexej Persson [ˈmǎrkɵs ˈpæ̌ːʂɔn] произношениео файле; род. 1 июня 1979, Стокгольм, Швеция), также известный под ником Notch, — шведский программист и геймдизайнер, бывший владелец компании Mojang Studios. Является создателем популярной компьютерной игры Minecraft.

## Биография

### Ранняя жизнь
Маркус Перссон родился 1 июня 1979 года в Стокгольме, Швеция, в семье медсестры финского происхождения Ритвы и железнодорожного рабочего Биргера. У Перссона была младшая сестра Анна. Первые семь лет своей жизни прожил в Эдсбюне, затем семья переехала назад в Стокгольм. В 7 лет Перссон начал изучать программирование на домашнем компьютере Commodore 128, а уже в 8 создал свою первую игру в жанре interactive fiction. Перссон не завершил среднего образования, однако его мать заставила его записаться на онлайн-курсы программирования. В 2004 году в возрасте 24 лет Перссон устроился на работу в компанию King.com, где совместно с Рольфом Янссоном разработал онлайн-игру Wurm Online. Там же он освоил язык Java, после чего стал обучать новых сотрудников компании. Таким образом сдружился со своим учеником Якобом Порсером. Со временем Перссон начал терять интерес к Wurm Online из-за творческих разногласий с Янссоном. В 2009 году Перссон покинул King.com, перейдя в компанию jAlbum. После ухода из King.com он сообщил Порсеру, что попытается создать свою игру и если она будет приносить доход, то совместно с ним он откроет студию.

### Карьера

#### Minecraft
Самый популярный проект Перссона — компьютерная игра в жанре песочницы с элементами симулятора выживания и открытым миром Minecraft, выпущенная 18 ноября 2011 года. Ради работы над игрой Перссон уволился с поста гейм-дизайнера. В начале 2011 года Mojang AB продала первый миллион копий игры, через несколько месяцев — второй и через ещё несколько месяцев — третий. Mojang наняла нескольких разработчиков в команду Minecraft после того, как Перссон передал пост главного разработчика Йенсу Бергенстену (jeb_). Игра была адаптирована под iOS и Android. Версия для Xbox появилась 9 мая 2012 года и включает несколько нововведений, например, возможность обучения и несколько текстур-паков и скинов.
После продажи Mojang Microsoft за 2,5 миллиарда долларов Перссон прекратил работу над проектом, а его место занял программист Йенс Бергенстен.

#### Другие проекты
В декабре 2011 года Перссон занялся созданием научно-фантастической «песочницы» 0x10c, однако летом 2012 года он прекратил работу над игрой, вернувшись только осенью того же года. В интервью Polygon в апреле 2013 года Перссон сообщил, что разработка 0x10c приостановлена. В августе того же года в прямом эфире он сообщил, что разработка игры отложена на неопределённый срок.
Перссону и сооснователю Mojang Джейкобу Порсеру принадлежит идея игры Scrolls. Игра стремится объединить элементы из традиционных карточных и настольных игр в жанр стратегии. Маркус заявлял, что активное участие в её развитии вместо него будет принимать Порсер. В июне 2018 года стало известно, что игра станет бесплатной и теперь называется Caller’s Bane.
2 апреля 2024 года Перссон в своём профиле в социальной сети X сообщил о создании новой студии Bitshift Entertainment и поделился подробностями своей следующей игры, получившей название Levers and Chests.
В начале 2025 года Перссон объявил о работе над духовным наследником Minecraft. Однако, поговорив со своей командой, он вскоре отказался от этого в пользу разработки игры в жанре roguelike, Levers and Chests.

### Личная жизнь
Маркус Перссон является участником организации Менса и членом Пиратской партии Швеции. В Reddit Перссон сообщил, что он является атеистом и анонимно жертвует деньги на благотворительность.
13 августа 2011 года Перссон женился на Элин Зеттерстранд. В апреле 2012 года у пары родилась дочь Минна Альмина Зельда Зеттерстранд. В июле того же года пара подала на развод, брак был расторгнут в марте 2013 года. В декабре 2014 года Перссон купил дом площадью 23 000 квадратных футов за 70 млн долларов в Труздейл-Истест, Беверли-Хиллз, штат Калифорния.

### Скандалы
Перссон неоднократно подвергался критике за свои взгляды на политические и социальные проблемы, высказываемые им в Твиттере. Например, он назвал феминизм «социальной болезнью» и утверждал, что большинство феминисток «открыто сексистски настроены против мужчин». В июне 2017 года Перссон непечатно обругал разработчика видеоигр Зои Куинн. В июне 2017 года он написал в твиттере несколько сообщений в поддержку гетеросексуальной гордости, сообщив оппонентам, что они «заслуживают расстрела». Столкнувшись с негативной реакцией сообщества, он удалил твиты и отказался от своих заявлений. В ноябре 2017 года Перссона раскритиковали за публикацию твита, в котором говорилось: «Это нормально — быть белым» («It’s ok to be white»). В последующих твитах он сообщил, что считает привилегии «надуманной метрикой» («made up metric»). В марте 2019 года он был раскритикован за приравнивание транссексуальности к психическому заболеванию.
Обновление Minecraft, выпущенное в марте 2019 года, удалило ссылки на Перссона из меню игры (хотя его имя все ещё находится в титрах). В преддверии десятой годовщины Minecraft владеющая ей Microsoft заявила, что Перссон не будет участвовать в этом мероприятии из-за высказанных им в социальных сетях мнений, не отражающих мнения ни Microsoft, ни Mojang.

## Игры
| Название                 | Год  |
| ------------------------ | ---- |
| Breaking the Tower       | —    |
| Caller's Bane            | 2013 |
| Cliffhorse               | —    |
| Cobalt                   | 2016 |
| Drop                     | 2013 |
| Levers and Chests        | —    |
| Metagun                  | —    |
| Minecraft                | 2011 |
| Minicraft                | 2011 |
| Prelude of the Chambered | —    |
| Shambles                 | —    |

## Награды
| Год  | Номинируемая работа | Награда                       | Категория                                                          | Результат | Примечания    |
| ---- | ------------------- | ----------------------------- | ------------------------------------------------------------------ | --------- | ------------- |
| 2011 | Minecraft           | Game Developers Choice Awards | Лучшая дебютная игра, Премия за инновации, Лучшая загружаемая игра | Награда   | [ 39 ]        |
| 2012 | Minecraft           | BAFTA                         | BAFTA Special Award                                                | Награда   | [ 40 ] [ 11 ] |
| 2016 | Minecraft           | Game Developers Choice Awards | Pioneer Award Winner                                               | Награда   | [ 41 ]        |

## В популярной культуре
В The Elder Scrolls V: Skyrim есть уникальный элемент под названием «Notched Pickaxe», названный в честь Перссона. Перссон является главным персонажем в документальном фильме 2 Player Productions «Minecraft: История Mojang» 2012 года.
Жизнь Перссона была описана Лайнусом Ларссоном и Дэниелом Голдбергом в книгах «Minecraft: The Unlikely Tale of Markus „Notch“ Persson and the Game that Changed Everything» и «Minecraft, Second Edition: The Unlikely Tale of Markus „Notch“ Persson and the Game that Changed Everything».